# يوهان بوخ
يوهان بوخ، (بالسلوفينية: Janez Puh)‏ (27 يونيو 1862 - 19 يوليو 1914) كان مخترعًا وميكانيكيًا سلوفينيًا وأصبح مؤسس مصانع السيارات بوخ النمساوية، ثم كان أحد أهم منتجي السيارات في أوروبا.

## سيرة شخصية
ولد يوهان بوخ في 27 يونيو 1862 لفلاحين سلوفينيين في ساكوشاك بالقرب من بتوج ( بيتاو )، وهي جزء من ستيريا سلوفينيا السفلى. الابن الأكبر لتسعة أطفال، غادر منزل عائلته في سن الثامنة. بعد أن أنهى تدريبه في عام 1877، انتقل إلى العاصمة الستيرية غراتس ( Gradec )، حيث أدى خدمته العسكرية ومن 1885 عمل لدى العديد من أصحاب العمل. ركز على تصنيع الدراجات وسرعان ما أصبح متخصصًا بارزًا.

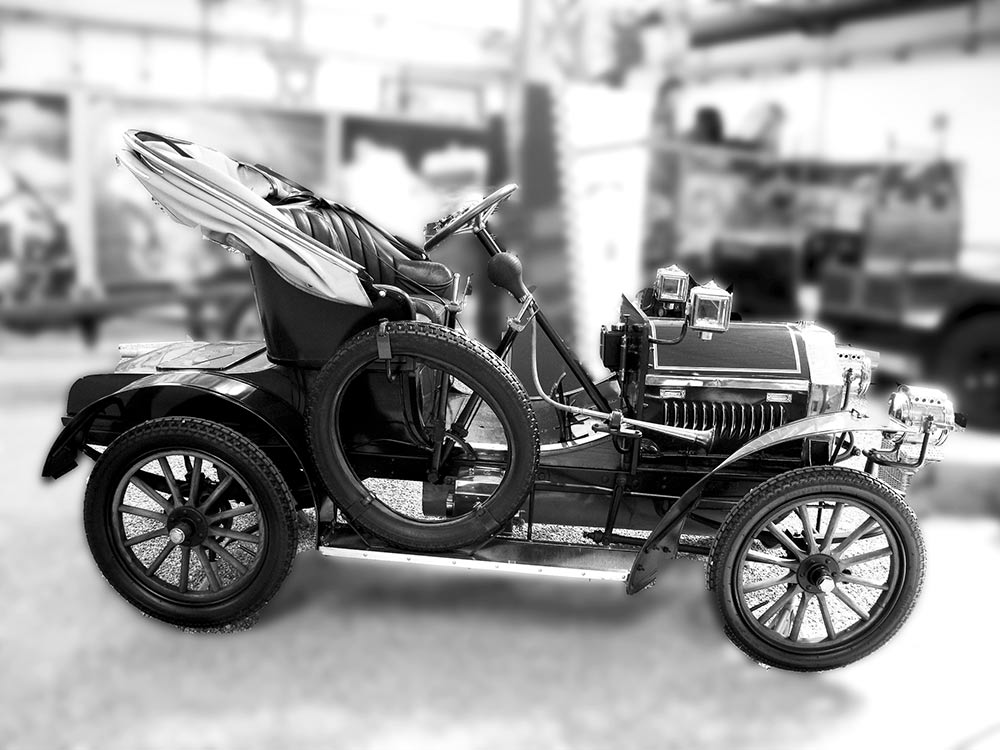
1906 Puch Voiturette

قامت شركة بوخ بتصنيع المركبات للجيش النمساوي المجري خلال الحرب العالمية الأولى. كانت دراجات وسيارات بوخ ناجحة في السباقات والتجمعات في جميع أنحاء أوروبا بين منتجي السيارات. منذ عام 1934، استمرت شركة شتاير دايملر بوخ بالعمل في غراتس وفيينا .